# Rohan
Rohan er et fiktivt landområde i J.R.R. Tolkiens Ringenes Herre. Området er opkaldt efter Rohirrim og hed tidligere Calednardhon. Da området hed Calednardhon var det en del af Gondor. Landet blev næsten affolket under 
den Store Pest i år 1636 (af den tredje alder). I år 2510 blev landet løbet over ende af folket kaldet Balchoth, som var fjender af Gondor. Under dette angreb blev den tilbageblevende befolkning dræbt eller fordrevet. Marsken Cirion gav landet til Eorl den unge, kongen af Rohirrim, som havde reddet ham fra et sikkert nederlag i Slaget på Celebrantsletten. Eorl førte hele sit folk til deres nye land, som fik navnet Rohan efter dem. Edoras blev hovedstaden og Eorls søn Brego byggede det kongelige palads Meduseld. 